# Виктор Савић
Виктор Савић (Београд, 14. септембар 1983) српски је глумац и репер.

## Биографија
Студирао је глуму заједно са Борком Томовић, Катарином Марковић и Јаном Милић. Поред глуме бави се и реповањем, под псеудонимом Njezz. Његов отац је музичар Јован Лоле Савић.

## Контроверзе
Пред одржавање Европрајда 2022, Савић је параде поноса упоредио са Усташким злочинима у Јасеновцу и наишао на осуде дела јавности.

## Дискографија
- То ми се свиђа (2008) са Бит стрит
- Кашаљ (2014)
- Коктели (2015) са ВЦМ
- Пљуца (2015) са ВЦМ
- Опсада (2015)
- 300 (2016)
- Заборав (2018)
- Бомба (2018)
- B-town (2019)
- Идемо даље (2022)
- За клинце (2023)

## Филмографија
| Год.       | Назив                                  | Улога                 |
| ---------- | -------------------------------------- | --------------------- |
| 2003.      | Бежи зеко, бежи (кратки филм)          | Лисац                 |
| 2005.      | Кошаркаши (серија)                     | Виктор                |
| 2006.      | Оптимисти                              | Илија                 |
| 2004−2007. | М(ј)ешовити брак (серија)              | Бобан Чанчар          |
| 2007.      | Промени ме                             | Боле                  |
| 2007.      | Премијер (серија)                      | Мрвичак, телохранитељ |
| 2008.      | Заустави време                         |                       |
| 2009.      | Паре или живот (серија)                | Влада                 |
| 2009.      | Пада киша у Ролан Гаросу               | Тип 1                 |
| 2009.      | Шишање                                 | Реља                  |
| 2010.      | Монтевидео, Бог те видео!              | Милутин Ивковић       |
| 2012.      | Монтевидео, Бог те видео! (серија)     | Милутин Ивковић       |
| 2013.      | На путу за Монтевидео (серија)         | Милутин Ивковић       |
| 2014.      | Фолк (серија)                          | Миљенко Ћаћић         |
| 2014.      | Монтевидео, видимо се!                 | Милутин Ивковић       |
| 2014.      | Монтевидео, видимо се! (серија)        | Милутин Ивковић       |
| 2014−2015. | Будва на пјену од мора (серија)        | Василије              |
| 2015.      | Горчило - Јеси ли то дошао да ме видиш | Геометар Лаза         |
| 2015.      | Комуналци (серија)                     | Игор Правдић          |
| 2015.      | Игра у тами                            | Вук                   |
| 2016.      | Сумњива лица (серија)                  |                       |
| 2017.      | Сенке над Балканом (серија)            | Невен Сарић           |
| 2018.      | Пет (серија)                           | Воја                  |
| 2018–2020. | Војна академија (серија)               | Здравко Бркић         |
| 2019.      | Војна академија 5                      | Здравко Бркић         |
| 2020.      | 12 речи                                | Милош Ивановић        |
| 2022.      | Било једном у Србији                   | Стојан Јовановић Цоне |
| 2022.      | Комедија на три спрата                 | Жиле                  |
| 2022.      | Вера                                   | Миливоје Перовић      |
| 2023.      | Вера (серија)                          | Миливоје Перовић      |
| 2023.      | Буди Бог с нама                        | краљ Александар       |
| 2023.      | Кошаре                                 |                       |
| 2024.      | Мегдан: Између воде и ватре            | Петар „Мали”          |